# Sandby församling
För andra betydelser, se Sandby församling (olika betydelser).
Sandby församling var en församling i Ölands södra kontrakt, Växjö stift, Mörbylånga kommun på Öland i Kalmar län. Församlingen uppgick 2002 i Norra Möckleby, Sandby och Gårdby församling.
Församlingskyrka var Sandby kyrka.

## Administrativ historik
Församlingen har medeltida ursprung.
Församlingen utgjorde under medeltiden ett eget pastorat för att därefter några år fram till 1588 vara annexförsamling i pastoratet Norra Möckleby, Sandby och Gårdby och från 1588 eget pastorat för att några år senare fram till 1962 vara moderförsamling i pastoratet Sandby och Gårdby, från 1 maj 1926 också omfattande Norra Möckleby församling. Sandby församling var sedan från 1962 annexförsamling i pastoratet Glömminge, Algutsrum, Sandby, Gårdby och Norra Möckleby.  Församlingen uppgick 2002 i Norra Möckleby, Sandby och Gårdby församling.
Församlingskod var 084018.

## Series pastorum
| Ämbetstid              | Namn                         | Levnadstid             |
| (1518)                 | Petrus Nicolai               |                        |
| (1525)                 | Johannes Olai (Calmariensis) |                        |
| (1525)                 | Petrus                       |                        |
| 1588–?                 | Nicolaus Olai                |                        |
| 1598–1607              | Petrus Nicolai               | d. 1607                |
| 1608–1619              | Andreas Petri                | d. trol. 1619          |
| 1622–1660              | Daniel Johannis Cygnaeus     | d. 1660                |
| 1661–1709              | Gustaf Swebilius             | 1633–1709              |
| 1710–1721              | Jacob Brunnerus              | 1657–1721              |
| 1723–1743              | Gunnar Kullberg              | 1680–1743              |
| 1744–1767              | Alexander de la Roche        | 1708–1767              |
| 1768–1793              | Suno Hultberg                | 1705–1793              |
| 1794–1815              | Esaias Eleazar Hultberg      | 1751–1815              |
| 1818–1822              | Anders Klinth                | 1763–1822              |
| 1825–1834              | Olof Forssman                | 1753–1834              |
| 1837–1844              | Pehr Dahlström               | 1783–1854              |
| 1844–1867              | Erik Israel Wellin           | 1778–1867              |
| 1869–1882              | Nils Fredrik Wahlström       | 1820–1905              |
| 1883–1924              | Carl Edvard Sandgren         | 1836–1924              |
| 1926–1932              | John Martin Nordlund         | 1893–(åtminstone 1951) |
| 1933–(åtminstone 1951) | Janne Sigfrid Henriksson     | 1899–(åtminstone 1951) |